# 石原加受子
石原 加受子（いしはら かずこ）は、日本の著述家、医療ジャーナリスト、心理カウンセラー。「自分中心心理学　オールイズワン」代表。

## 来歴
日本カウンセリング学会会員。日本学校メンタルヘルス学会会員。厚生労働省認定の「健康いきがいづくり」アドバイザー。
國學院大學経済学部卒業

## 著書
- 『「いいこと」ばかりが起こる幸せの6ステップ』（大和出版）
- 『苦手な人とラクにつきあう技術』（KKベストセラーズ）
- 『邪悪な人を痛快に打ちのめす！』（こう書房）
- 『自己主張が楽にできる本』（サンマーク出版）
- 『彼女がいつも人から愛される理由』（大和出版）
- 『もっと自分中心でうまくいく』（こう書房）
- 『「つい悩んでしまう」がなくなるコツ』（すばる舎）
- 『母と娘の「しんどい関係」を見直す本』（学研マーケティング）